# Gustav III (Göteborg)

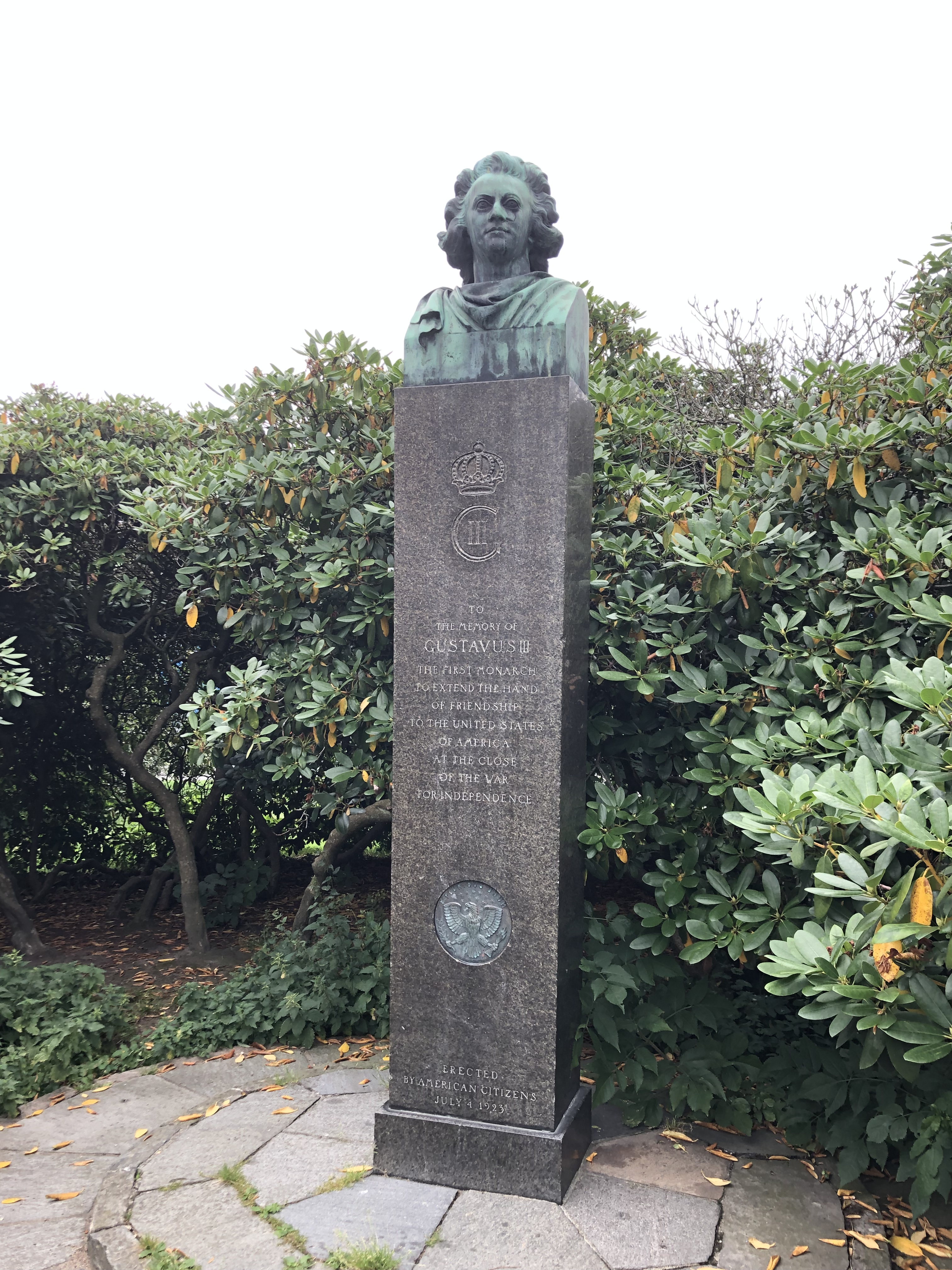
Gustav III:s byst vid Näckrosdammen i Göteborg.

Gustav III:s byst är en skulptur av konung Gustav III som finns i Näckrosdammen utanför Göteborgs universitet i Göteborg. Själva bysten skapades av bildhuggaren Johan Tobias Sergel, och denna kopia i brons skapades 1923 och avtäcktes på sin nuvarande plats den 14 juli 1926.

## Historia[1]

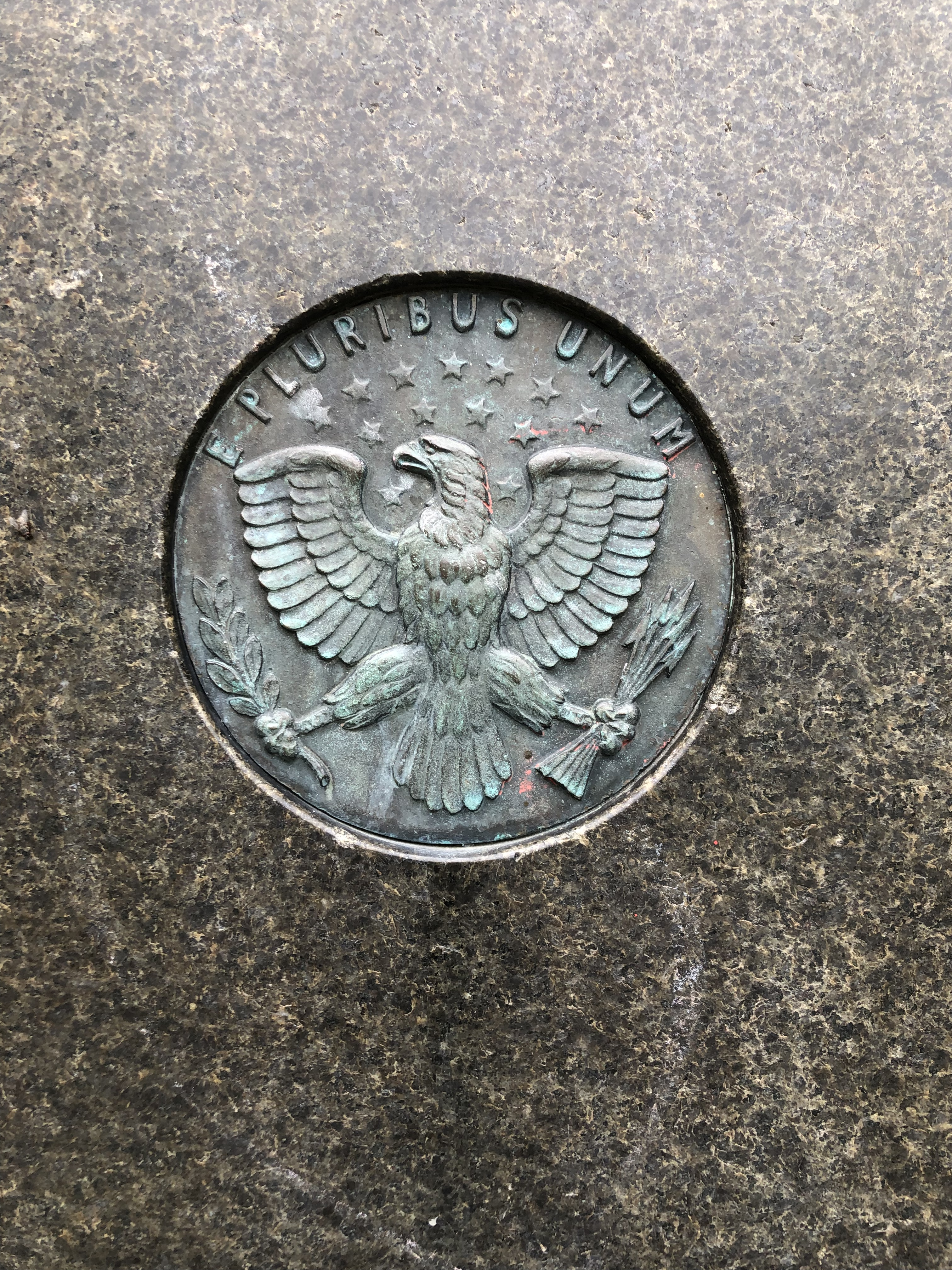
USA:s statsvapen på statyns postament.

Den amerikanska föreningen Gustavus III Memorial Association, under ordförandeskap av Isabel Nicholas Phillips, hustru till den amerikanske konsuln i Göteborg Walter H. Sholes, beslöt 1923 att resa en byst över Gustav III i Göteborg. Medlen till detta samlades in från amerikaner i Sverige, samtidigt som även amerikanska staten bidrog. Orsaken till denna gåva var att man ville hedra Sverige och kung Gustav III, då Sverige var det första neutrala land under amerikanska frihetskriget som hade erkänt USA som ett självständigt land.
Benjamin Franklin som verkade som Förenta staternas ambassadör i Paris hade redan 1783, efter att USA och Sverige ingått Svensk-amerikanska vänskaps- och handelstraktaten, skrivit ett brev till kongressen om att de:
| ” | ...alltid skall minnas att Sverige var den första makt i Europa, som frivilligt erbjudit Förenta staterna sin vänskap. | „ |

## Avbildning

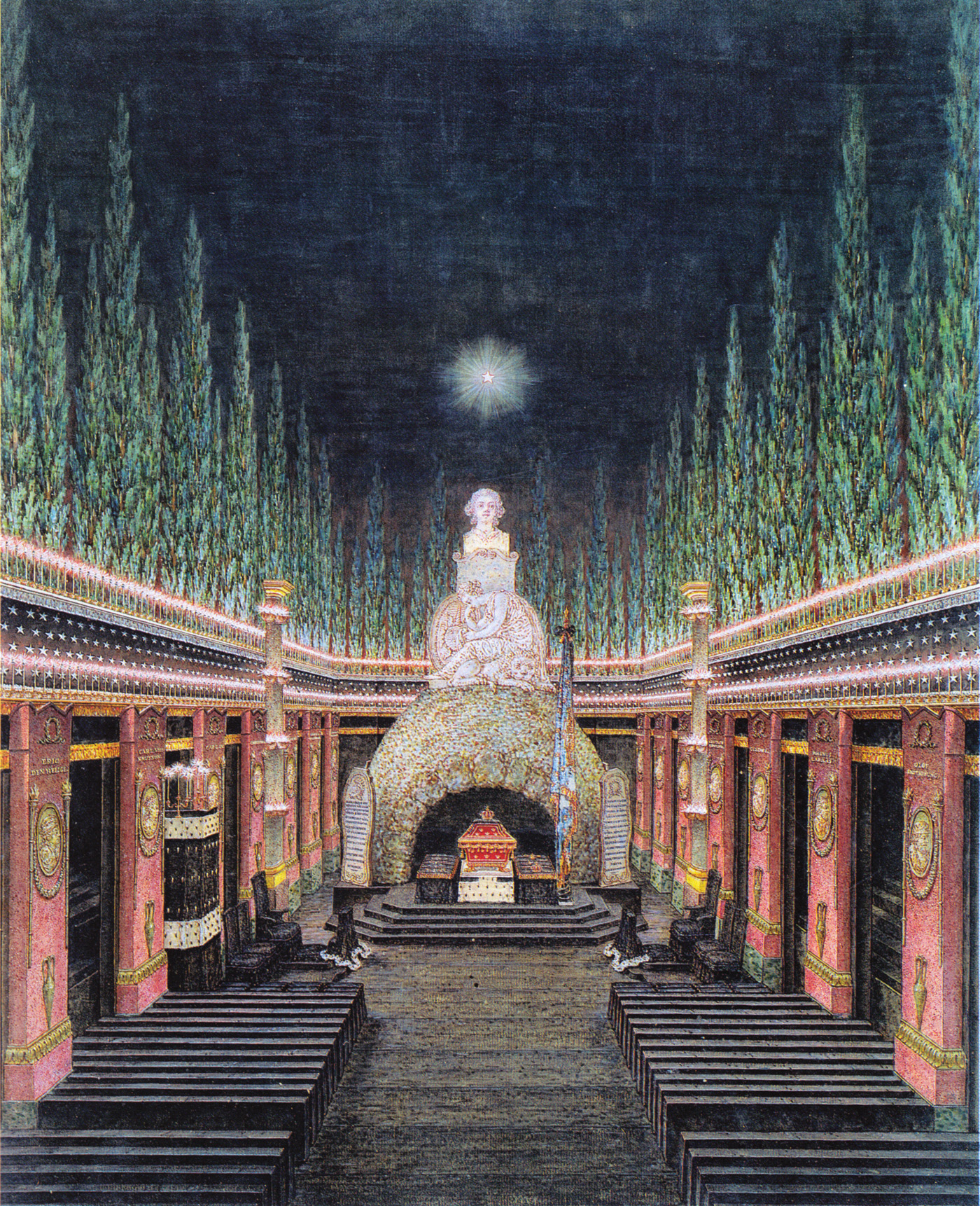
Gustav III:s begravning i Riddarholmskyrkan. Bysten kan ses överst i fonden.

Bysten är en kopia i brons av den kolossalbyst av kungen som skapades av Johan Tobias Sergel till kungens begravning i Riddarholmskyrkan, och som ursprungligen hade beställts av Gustav III:s bror hertig Karl.
Den står på en piedestal i sten som visar Gustav III:s krönta namnchiffer, därunder finns en inskription på engelska och längst ner ses USA:s statsvapen. 
Inskriptionen på engelska lyder:
| ” | To the Memory of Gustavus III The first monarch to extend the first hand of friendship to the United States of America at the close of the war for independence Erected by American Citizens July 4 1923 | „ |

Vilket på svenska blir:
| ” | Till Minnet av Gustaf III den förste monark som utsträckte den första vänskapliga handen till Amerikas Förenta Stater vid slutet av befrielsekriget Rest av Amerikanska Medborgare den 4 juli 1923 | „ |

## Avtäckning[3]
Den 4 juli 1923 ställdes bysten på en piedestal av marmor på Götaplatsen vid Göteborgs konstmuseum, där den stod utomhus på den östra terrassen. Den flyttades därefter 1926 till sin nuvarande plats och den 14 juli 1926 avtäcktes bysten i närvaro av den amerikanske undersekreteraren vid USA:s utrikesdepartement Wilbur J. Carr samt även den amerikanske generalkonsuln i Stockholm C. J. Dawson. Avtäckningen skedde klockan 12 i närvaro av representanter för staden och allmänheten. Göteborgs stadsfullmäktiges andre vice ordförande Malte Jacobsson mottog bysten å stadens vägnar. Den amerikanske konsuln Walter Sholes höll ett tal där han beskrev hur bysten kommit till. Postamentet var svept i stjärnbaneret och Göta artilleriregementes musikkår spelade. Därefter vidtog lunch för särskilt inbjudna i trädgårdsföreningen.
Göteborg mottog vid samma tillfälle även en byst av den förste amerikanske presidenten George Washington. Under hösten 1926 skänkte Wilbur J. Carr även en piedestal till bysten. Den var 1,5 meter hög i polerad kalksten och höggs vid Åströms stenhuggeri, den överlämnades troligen tidigt 1927.